# Arnette Hallman (baloncestista de 1988)
Arnette Lamar Hallman Scharfhausen (Lisboa, Portugal, 6 de enero de 1988) es un baloncestista hispano-portugués. Con 1.98 de estatura juega en la posición de Ala-Pívot para el Union Grand Avignon-Sorgues de Francia. 
De madre española y padre americano, nace en Lisboa donde comienza a jugar al baloncesto. Su padre también jugó profesionalmente al baloncesto, siendo parte de los Boilermakers de la Universidad de Perdue y también drafteado por los Boston Celtics en la segunda ronda con el número 46 en el año 1980. Ha jugado en las categorías inferiores del Breogán y en la primera plantilla del equipo lucense.

## Trayectoria
- SL Benfica. (UZO/Proliga, 2006-2008)
- Asina polas categorías inferiores Breogán Lugo (2007)
- Belenenses Hyundai Lusitor. (UZO, 2008-2009)
- Estudiantes (filial Breogán) (EBA, 2009)
- CB Breogán (LEB, 2009-2011)
- Académica de Coimbra (LPB, 2011-2013)
- Union Basket Chartres Métropole (NM1, 2013-2014)
- Union Grand Avignon-Sorgues (NM1, 2014-)
- FC Porto, Portugal, (LPB, 2015-2016)
- UD Oliveirense (LPB, 2016-2018)
- SL Benfica (LPB, 2018-2022)
- UD Oliveirense (LPB, 2022-2023)
- Sporting (LPB, 2023-presente)